# Taft Bridge
De Taft Bridge is een brug in de Amerikaanse stad Washington D.C. over de Rock Creek. De brug maakt deel uit van Connecticut Avenue, een belangrijke noord-zuid verkeersader. De lengte van de brug is 275,5 meter. Iets ten noorden is de Duke Ellington Bridge gelegen.
De brug werd gebouwd in de periode tussen 1897 en 1907 en is genoemd naar president William Howard Taft in 1931. De boogbrug is uitgevoerd in beton en ontworpen door George S. Morison, samen met architect Edward Casey. De brug is een van de grootste bruggen ter wereld die niet is uitgevoerd met gewapend beton. Het brugdek is wel uitgevoerd met gewapend beton.

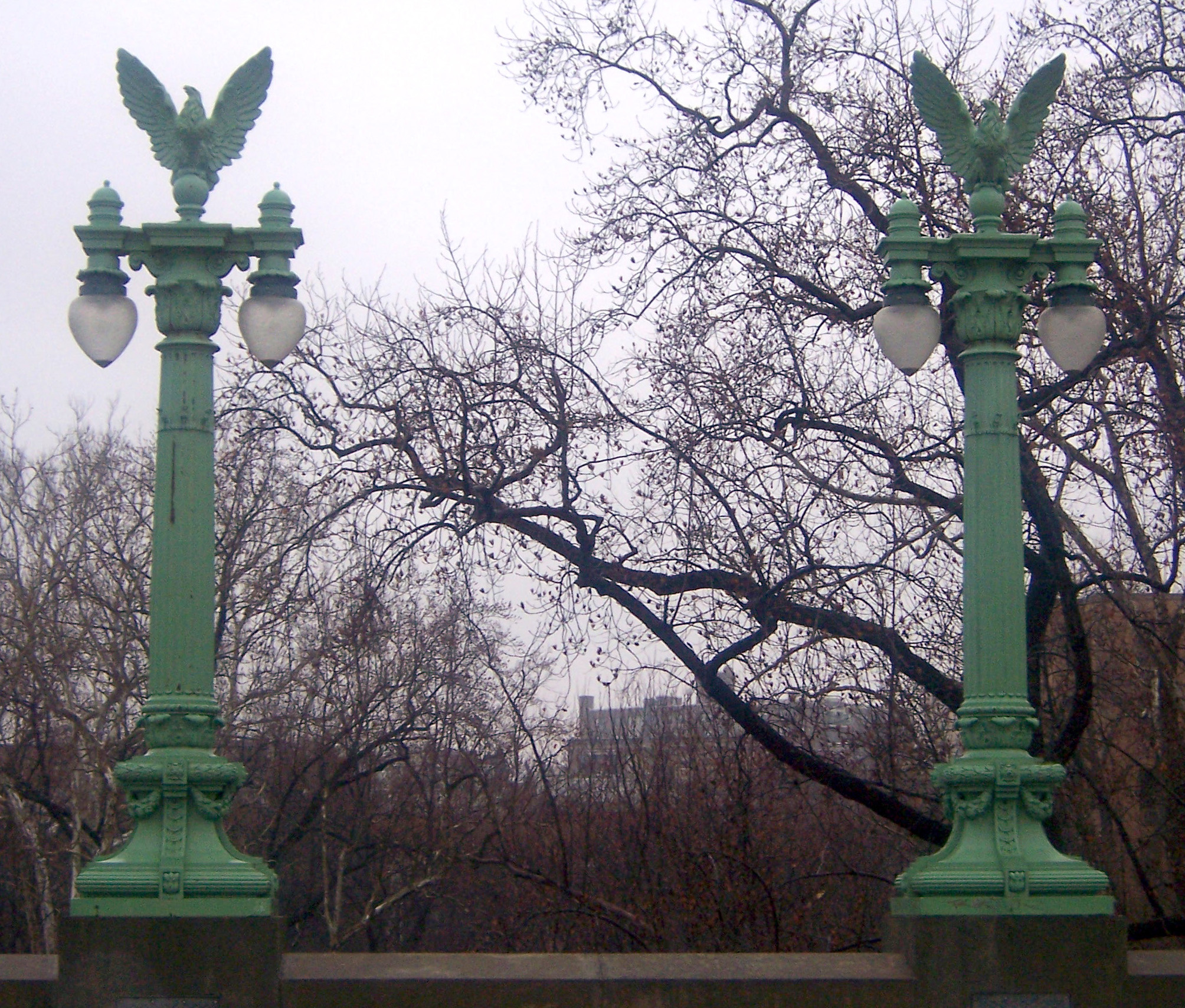
Kenmerkende lantaarns

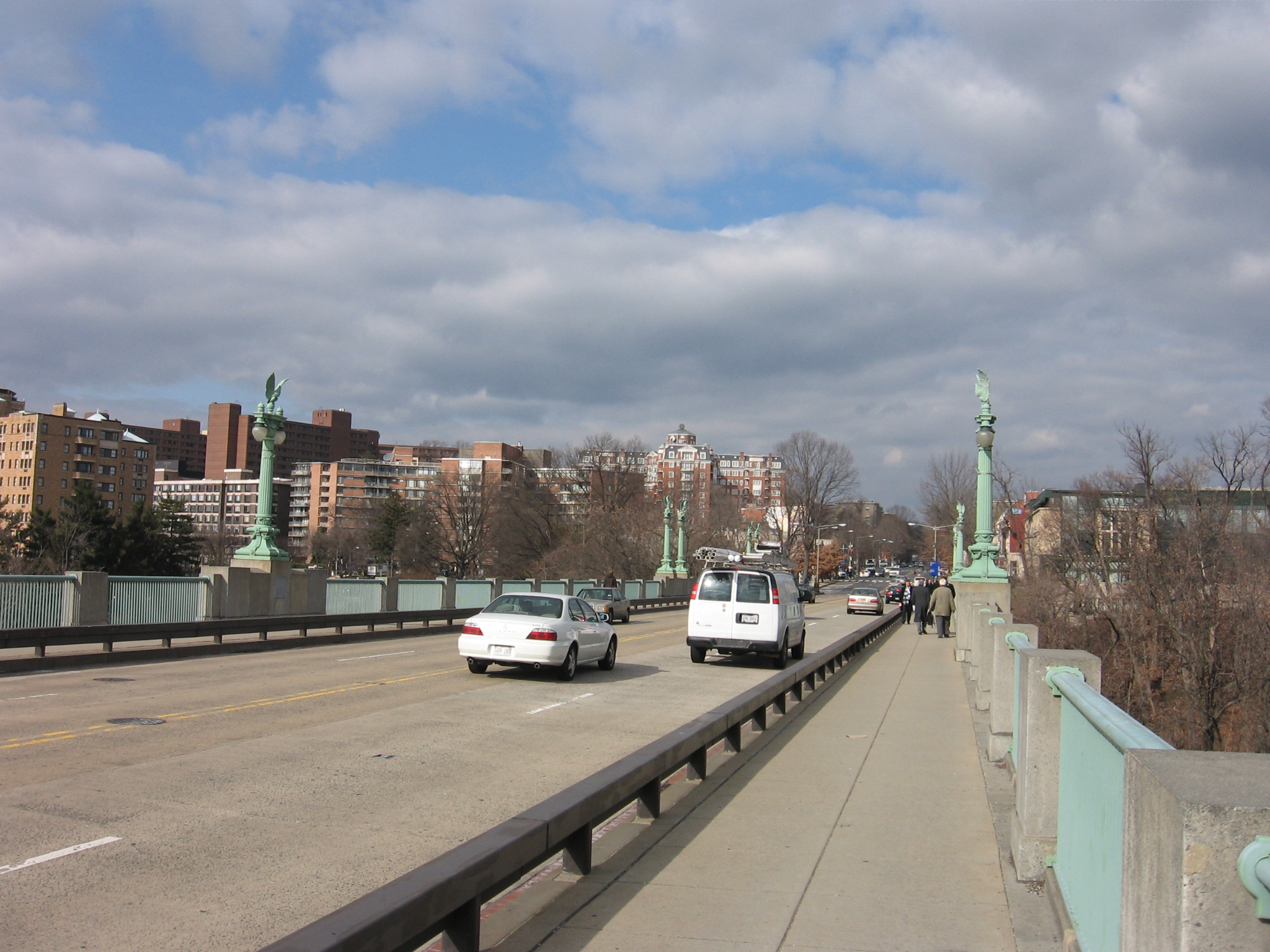
Zicht op de brug richting het noorden